# Henri-Pierre Picou
Henri-Pierre Picou (* 27. Februar 1824 in Nantes; † 17. Juli 1895 ebenda) war ein französischer Maler. In seinen Anfängen malte er Porträts und historische Motive, ehe er seinen Schwerpunkt auf allegorische, mythologische und religiöse Sujets verlagerte.

## Leben

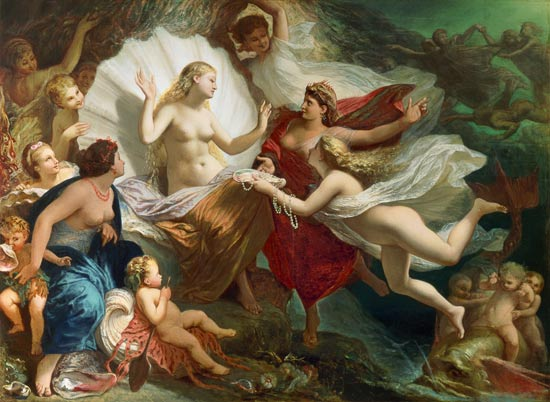
Die Geburt der Venus, 1874

Henri-Pierre Picou wurde am 27. Februar 1824 in Nantes, Frankreich, geboren. Er war ein akademischer Maler und lernte zusammen mit seinen Freunden Jean-Léon Gérôme, Gustave Boulanger und Jean-Louis Hamon, mit denen er später die Kunstbewegung Néo-Grec begründete, bei Charles Gleyre und Paul Delaroche. Picous Stil war hierbei vor allem durch Gleyre beeinflusst. Während die anderen Mitglieder der Bewegung Néo-Grec vor allem klassizistische und mythologische Themen malten, erhielt Picou auch Aufträge für religiöse Fresken von verschiedenen Kirchen – etwa der Kirche St-Roch in Paris.
Sein Debüt als Künstler feierte Picou 1847 mit einer Ausstellung im Salon de Paris. Im darauffolgenden Jahr wurde er mit einer Medaille zweiter Klasse ausgezeichnet, und zwar für sein Gemälde Cléopâtre et Antoine sur le Cydnus (Kleopatra und Antonius auf dem Kydnos), das gemeinhin als sein größtes Meisterwerk anerkannt wird. Zu dessen Ausstellung im Salon de Paris 1848 schrieb der Kunstkritiker Théophile Gautier, das Sujet sei zu überambitioniert, aber auch: „So wie es ist, bereitet es einem die beste Hoffnung für die Zukunft des jungen Künstlers und reiht sich als eines der besten sieben oder acht wichtigsten Gemälde des Salons ein.“ 1875 sollte das Bild auch noch einmal in New York ausgestellt werden, ehe es bei einer privaten Kunstgalerie in San Francisco hinterlegt wurde.
Picou unterhielt ein Atelier auf der Boulevard de Magenta, in dem er an seinen umfangreichen Fresken arbeiten konnte. Seine Bekanntheit wuchs mit der Zeit weiter und so gewann Picou 1853 den Prix de Rome für sein Gemälde Jésus chassant les vendeurs du Temple (Jesus jagt die Geldverleiher aus dem Tempel). 1857 gewann Picou zudem eine zweite Medaille zweiter Klasse im Salon de Paris, wo er bis zu seiner letzten Ausstellung 1893 regelmäßig ausstellte.
Zwei Jahre später, am 17. Juli 1895, starb Picou in seinem Geburtsort Nantes im Alter von 71 Jahren.

## Néo-Grec
Picou und seine Freunde Jean-Léon Gérôme, Gustave Boulanger und Jean-Louis Hamon waren die Begründer der Néo-Grec, einer neoklassizistischen Kunstbewegung Mitte und Ende des 19. Jahrhunderts in Frankreich, also während des Zweiten Kaiserreichs bzw. der Herrschaft Napoleons III. Die Néo-Grec entstand sowohl in Rückbesinnung auf die Ausgrabungen in Pompeji, die im 18. Jahrhundert begannen und 1848 fortgesetzt wurden, als auch ausgelöst durch die ebenfalls zu dieser Zeit gemachten Ausgrabungen ähnlicher Natur in Herculaneum. Die Bewegung deckte keineswegs nur die Malerei, sondern auch Architektur, Musik und Dekorationen ab und besann sich dabei auf die Kunst der griechisch-römischen Antike, die Bauten Pompejis, den Adamstil und ägyptische Architektur zurück.

## Werk

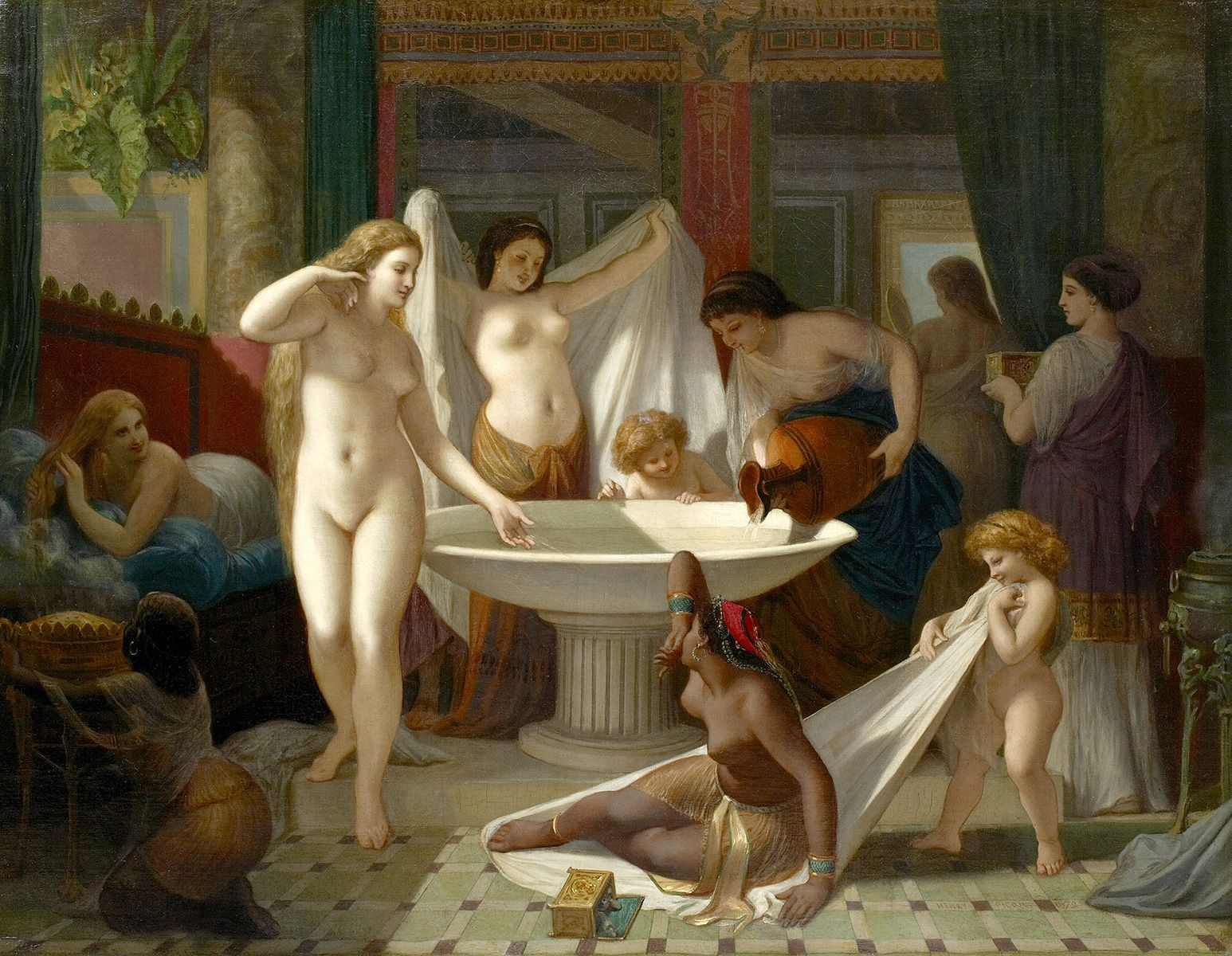
Junge Frau im Bad, 1879

Für einen Künstler der Néo-Grec war Picous Gesamtwerk überraschend vielschichtig. Seine früheren Werke waren noch Porträts und Gemälde mit historischen Sujets wie das gefeierte und preisgekrönte Kleopatra und Antonius auf dem Kydnos. Es zeigt die Reise von Kleopatra VII. und ihres Liebhabers Marcus Antonius auf dem Fluss Kydnos auf ihrem Weg nach Ägypten. Picou besann sich also auf die Epoche selbst und malte reale Ereignisse dieser Zeit.
Das sollte sich mit späteren Bildern des Künstlers ändern. Zum einen wären da Motive aus der griechischen und römischen Mythologie. Beispiele für Gemälde dieser Kategorien wären etwa Andromeda an den Felsen gekettet oder Das Urteil des Paris. Beide Bilder enthalten übrigens weibliche Akte. Das Erstere zeigt die entblößte Andromeda, die an einen Felsen im Meer gefesselt wurde, und zu ihrer Rechten (für den Betrachter also links) den mit dem Gorgonenhaupt herbeieilenden Perseus, der so Ketos, die am linkeren, unteren Bildrand dargestellt wird, besiegt. Das Urteil des Paris zeigt Paris, wie er den Zankapfel in der Hand hält, umgeben von den Göttinnen Aphrodite, Athene und Hera.
Zum anderen malte Picou auch Bilder, deren Motive der Welt der christlichen Glaubensvorstellungen entsprangen. Beispiele hierfür wären etwa Jesus jagt die Geldverleiher aus dem Tempel oder Das wundersame Fischen, das Jesus von Simon Petrus und einer Gruppe vor Fischern, die gerade aus ihren Booten steigen, zeigt. Dies ist für klassizistische oder neoklassizistische Künstler durchaus ungewöhnlich, da diese sich meist gerade auf die Antike vor dem Siegeszug des Christentums besannen.
Daneben gehören zu Picous Werk auch Allegorien wie Allegorie auf den Frühling, auf dem eine den Frühling symbolisierende, junge Frau zu sehen ist, die von Naturgeistern und Menschen umworben wird.